# Casa Lux
Casa Lux este prima revistă de amenajări interioare din România, apărută pe piață în anul 1994.
Este editată de Burda România.
Revista a fost deținută de trustul Casa Lux, care a fost cumpărat de Burda România în august 2005.